# Carabus maurus
Carabus (Mimocarabus) maurus – gatunek chrząszcza z rodziny biegaczowatych i podrodziny Carabinae.
Chrząszcz o ciele długości od 17 do 20 mm. 
Samce o ostatnim członie głaszczków szczękowych silniej wydłużonym niż u C. rumelicus, nieco rozszerzonym. Podbródek niezgrubiały. Brzegi przedplecza z punktami szczeciowymi. Tylne kąty przedplecza bardziej zaokrąglone niż u C. phoenix, a ramiona pokryw kanciaste.
W Izraelu zasiedla półotwarte zadrzewienia z Quercus libani i tragankami, pastwiska i podobne środowiska na położeniach górskich i subalpejskich.
Wykazany z Armenii, Cypru, Gruzji, Turcji, Turkmenistanu, Iranu, Iraku, Libanu, Syrii i północnego Izraela (rejon góry Hermon).
Wyróżnia się 6 podgatunków tego biegacza:
- Carabus maurus calosomoides Reitter, 1896
- Carabus maurus hermonensis Schweiger, 1970
- Carabus maurus hochhuthi Chaudoir, 1846
- Carabus maurus maurus (Adams, 1817)
- Carabus maurus osculatii Osculati, 1844
- Carabus maurus paphius Redtenbacher, 1843